# Miriam Batten
Pour les articles homonymes, voir Batten.
Miriam Batten (née le 4 novembre 1964 à Dartford) est une rameuse britannique.

## Biographie
Elle est la sœur de la rameuse Guin Batten.

### Palmarès

#### Aviron aux Jeux olympiques
- 2000 à Sydney,  Australie
  -  Médaille d'argent en quatre de couple[1]

#### Championnats du monde d'aviron
- 1998 à Cologne,  Allemagne
  -  Médaille d'or en deux de couple
- 1997 à Aiguebelette,  France
  -  Médaille d'argent en deux de couple